# Filip Bednarek
Filip Bednarek (Słup, 26 de septiembre de 1992) es un futbolista polaco que juega de portero en el Sparta de Róterdam de la Eredivisie.

## Biografía
Su hermano Jan Bednarek también es futbolista, juega en el Southampton F. C.
Tras dejar el FC Utrecht, tuvo un periodo a prueba en el Silkeborg IF danés.

## Selección nacional
Ha sido internacional con las selecciones sub-21 y sub-19 de Polonia en 12 ocasiones.

## Clubes
| Club               | País         | Año       |
| ------------------ | ------------ | --------- |
| F .C. Twente       | Países Bajos | 2012-2015 |
| F. C. Utrecht      | Países Bajos | 2015-2016 |
| De Graafschap      | Países Bajos | 2016-2018 |
| S. C. Heerenveen   | Países Bajos | 2018-2020 |
| Lech Poznań        | Polonia      | 2020-2025 |
| Sparta de Róterdam | Países Bajos | 2025-     |

## Palmarés

### Títulos nacionales
| Título      | Club        | País    | Año  |
| ----------- | ----------- | ------- | ---- |
| Ekstraklasa | Lech Poznań | Polonia | 2022 |
| Ekstraklasa | Lech Poznań | Polonia | 2025 |